# Coral protestante
El coral protestante es un género musical a cappella o con acompañamiento instrumental generalmente a cuatro voces mixtas, introducido por la Iglesia Luterana en el siglo XVI para ser usado en las ceremonias religiosas.
Es un canto sacro adoptado por Lutero para ser cantado por la congregación. La melodía es armonizada generalmente de manera sencilla a cuatro partes. Esta melodía es utilizada como canto principal o cantus firmus en la voz superior. El texto se canta en lengua vernácula, no en latín. La melodía puede ser nueva o estar basada en cantos conocidos y es armonizada de manera que los fieles puedan participar.
El compositor más conocido por hacer uso de corales alemanes es sin duda Johann Sebastian Bach, quien, sin embargo, compuso muy pocas melodías con este fin; en realidad Bach hizo armonizaciones de melodías preexistentes, por ejemplo de Lutero, algunas de las cuales incluyó en sus célebres pasiones, en sus cantatas y en sus motetes.

## Coral luterano
El coral luterano nace de la necesidad de crear un repertorio para los oficios adecuado para los ritos de la iglesia luterana. Su fundador, Martín Lutero, quiso que los cánticos se entonasen por los fieles en lengua vernácula. Para ello era necesario disponer de un repertorio diferente del gregoriano y de la práctica polifónica del final de la Edad Media. Para este fin compuso corales, melodías sencillas que servían como himnos para la congregación. Aparte de melodías originales, recurrió a fragmentos de canto llano, adaptados, y a canciones conocidas de carácter profano. En la adaptación o composición de otras melodías participaron algunos compositores como Johann Walther o Valentin Bapst. 
A lo largo del siglo XVII se fueron desarrollando los corales para ser cantados a varias voces, o añadiéndoles un acompañamiento instrumental. Los corales monódicos se editaron en colecciones a las que los autores de música litúrgica recurrían para buscar las melodías adecuadas para los poemas sacros que se pretendía musicalizar. De este modo, Johann Sebastian Bach, el autor paradigmático de corales, tomó estas melodías para sus cantatas, pasiones, etc. Bach no compuso prácticamente melodías de coral, pero, armonizando las del repertorio ya establecido, creó unos modelos que hoy se siguen considerando ejemplares y muy útiles para el estudio de la armonía y del contrapunto.
Las mismas melodías de coral se emplean también en otras secciones de las cantatas, así como en el preludio coral. Este último es una pieza instrumental, generalmente para órgano, que sirve para recordar a los asistentes al oficio la línea melódica que se va a cantar a continuación. En los preludios corales o en los corales para órgano podemos encontrarnos con tratamientos muy diversos, entre los que destaca la presentación del coral en notas largas mientras se acompaña contrapuntísticamente, frecuentemente con motivos extraídos del coral. También aquí el grado de respeto de Bach hacia el texto impresiona, por no hablar de la fantasía e imaginación que demuestra.

### Compositores destacados
- Heinrich Albert
- Johann Sebastian Bach
- Nicolaus Bruhns
- Dietrich Buxtehude
- Johannes Eccard
- Johann Wolfgang Franck
- Hans Leo Hassler
- Reinhard Keiser
- Christoph Kittel
- Martín Lutero
- Philipp Nicolai
- Michael Praetorius
- Johann Rist
- Johann Hermann Schein
- Heinrich Schütz
- Franz Tunder
- Johann Walter
- Matthias Weckmann